# صفرة باي
صفرة باي هو باي المدية وحاكم بايلك التيطري ضمن أيالة الجزائر في العهد العثماني. تسلم الحكم سنة 1772 ولم تحدد المصادر اسم الباي الذي خلفه فيما بعد. في أثناء حكمه رفض أولاد نايل الجباية ما اضطره لحربهم حتى قتل في إحدى المعارك التي خاضها معهم.